# Denis McDonough
Denis Richard McDonough (sinh ngày 2 tháng 12 năm 1969) là một quan chức chính trị và chính phủ Hoa Kỳ. Ông là Tham mưu trưởng Nhà Trắng thứ 26, kế nhiệm Jack Lew khi bắt đầu nhiệm kỳ thứ hai của Tổng thống Barack Obama, và giữ cương vị đó trong suốt nhiệm kỳ đó.
Trước đó, McDonough từng là Phó Cố vấn An ninh Quốc gia từ năm 2010 đến 2013 và là Chánh văn phòng Hội đồng An ninh Quốc gia từ năm 2009 đến 2010.
Tổng thống Joe Biden đã đề cử McDonough giữ chức Bộ trưởng Bộ Cựu chiến binh Hoa Kỳ trong chính quyền của ông.

## Tiểu sử
McDonough sinh ngày 2 tháng 12 năm 1969 ở Stillwater, Minnesota. Ông lớn lên trong một gia đình Công giáo Ireland sùng đạo, ông bà ngoại của ông đã nhập cư từ Connemara Gaeltacht.